# 안동 권성백 고택
안동 권성백 고택(安東 權成伯 古宅)은 경상북도 안동시 풍천면 가곡리에 있는 조선시대의 가옥이다. 1984년 12월 24일 대한민국의 국가민속문화재 제202호로 지정되었다.

## 개요
양반집의 면모를 두루 갖추고 있는 조선 후기의 기와집이다. 언제 지었는지 정확한 연대는 알 수 없으나, 건축 양식으로 보아 19세기 후반에 지은 것으로 보인다.
안채와 사랑채가 이어져 완벽한 'ㅁ'자형을 이루고 있다. 안방과 왼쪽에 위치한 부엌의 배치관계는 남부지방의 민가형을 따르고 있다. 부엌은 3칸통으로 길고 문을 북쪽과 서쪽에 두 곳 두고 있다. 안방과 건넌방 사이에는 큰 대청이 있고, 건넌방 오른쪽으로 골방과 마루방이 있으며 그 아래로 모방·부엌·고방으로 이어져 사랑채로 연결되고 있다. 사랑채와 중문간채는 '一'자로 이어져, 가운데는 중문간이며 오른쪽은 사랑채·왼쪽은 문간채가 된다.
사랑채는 방과 대청으로 이루어졌으며 사랑마당 앞으로 길게 툇마루를 두었다. 중문의 왼쪽으로는 마굿간과 작은 사랑방·마루방 그리고 위로 꺾이면서 창고방이 부엌과 연결되어 있다. 사랑마당 앞쪽에는 방과 대문·마구간·헛간으로 구성된 一자형 대문간채가 있으나, 지금은 그 오른쪽에 새로 낸 대문을 이용하고 있다.
이 집에서 특히 주목되는 구조는 안방에서 부엌·광까지 이어지는 다락과, 대청 건너 상방과 골방 천장으로 이어지는 대형다락이다. 또한 안대청에 물건을 얹기 위하여 설치한 시렁도 다양하고 충실하게 꾸며져 있다. 전체적으로 규모가 크고 설비가 합리적이며 건축부재도 튼튼하고 충실하여 장중한 멋을 풍기는 조선 후기 주택의 좋은 예이다.
지정 당시 명칭은 '안동권태응가옥(安東權泰應家屋)'이었으나, 현 소유자의 증조부인 권병우가 입촌한 이래 그 아들 권중은(字:성백)이 구입한 가옥으로 자(字)를 따라 ‘안동 권성백 고택’으로 지정명칭을 변경(2007.1.29)하였다.

## 참고 자료
- 안동 권성백 고택 - 국가유산청 국가유산포털